# Der König amüsiert sich
Der König amüsiert sich ist ein österreich-ungarischer Stummfilm aus dem Jahre 1917. Regie führten Jakob Fleck und Luise Kolm.

## Handlung
Im alten Frankreich zu royalen Zeiten. Der König gilt als ein Mann, der bei Frauen nichts anbrennen lässt. Nun hat er auch ein Auge auf Blanche, die hübsche Tochter seines Hofnarren Rigoletto, geworfen. Besorgt um ihre Unschuld, lässt Rigoletto daraufhin sein Töchterchen rund um die Uhr von einer alten Frau bewachen. Mit Hilfe seiner Höflinge gelingt es dem Monarchen jedoch, mittels einer List Rigoletto selbst dazu zu bewegen, Blanche zu entführen und an den Königshof bringen zu lassen. Die junge Frau ist über diesen dreisten Frauenraub zunächst entsetzt, fließt allerdings im Lauf der Zeit mehr und mehr dahin, als sie die Galanterie des Königs zu schätzen lernt. Zutiefst erzürnt über die vermeintliche Entehrung seiner Tochter, schwört Rigoletto nun dem König Rache. Doch Blanche versichert ihrem Vater, dass sie dem Manne, der ihre Unschuld geraubt habe, tiefe Gefühle entgegenbringe und bittet um Gnade. 
Der Hofnarr ist entsetzt darüber, wie weit offensichtlich die erotische Verblendung Blanches vorangeschritten ist und engagiert den Fischer Saltabadil, um seine Rache am König zu vollstrecken. Saltabadil solle, so er ihm in der folgenden Nacht die in einen Sack eingenähte Leiche des Königs an die Seine bringen, mit viel Geld entlohnt werden. Der geldgierige Fischer ist zum Mordkomplott bereit, doch Blanche hat die beiden Männer bei ihrem dunklen Handel belauscht. Sie ist bereit, sich für ihre Liebe zu opfern. Im Gewand eines Höflings begibt sich Blanche zum Haus des Fischers. In der Dunkelheit hält dieser das Mädchen für den König und ersticht sie. Dann steckt er die Leiche in den Sack und übergibt diesen, wie verabredet, Rigoletto. Überzeugt davon, den Richtigen geliefert bekommen zu haben, will der Narr gerade den Sack im Fluss versenken, als er die Stimme des Königs vernimmt. Voll böser Vorahnung öffnet Rigoletto den Sack und erkennt in ihm die Leiche seiner geliebten Tochter. Von unsagbarem Schmerz gepeinigt, beugt er sich über den Leichnam und beweint die Tote.

## Produktionsnotizen
Der König amüsiert sich, auch bekannt unter dem Titel Rigoletto, entstand 1917 in den Wiener Kunstfilm-Studios sowie im Wiener Rathaus und auf Burg Kreuzenstein. Die Uraufführung des Vierakters mit einer Länge von rund 1710 Metern fand am 20. Oktober 1917 im Rahmen einer Sondervorführung statt. Der österreichische Massenstart war der 1. Februar 1918. In Deutschland lag die Filmlänge bei der deutschen Erstaufführung im Juni 1918 im Berliner Mozartsaal bei 1662 bzw. 1545 Metern.

## Kritiken
„Dieses Filmdrama weist alle Vorzüge der Hugo‘schen Gestaltungskunst auf und war eines derjenigen Stücke, welche das Signal zur großen romantischen Bewegung in Frankreich gaben. Wir haben damit ein meisterhaftes Kulturgemälde des mittelalterlichen französischen Königreiches vor uns. Ganz vortrefflich sind die Schilderungen der Leichtigkeit und der Lasterhaftigkeit des damaligen französischen Hofes. Jedes Bild für sich ist naturgetreu und plastisch im Film dargestellt, daß man gar nicht dazu kam das gesprochene Wort zu entbehren.“

Paimann’s Filmlisten resümierte: „Stoff und Spiel ausgezeichnet. Photos sehr gut. Szenerie, Burg Kreuzenstein und Wiener Rathaus-Aufnahmen ausgezeichnet“